# The Road I'm On
«The Road I'm On» es una canción de la banda de rock alternativo estadonidense 3 Doors Down, lanzado a través de Universal Records el 17 de marzo de 2003 como el segundo sencillo de su segundo álbum de estudio Away from the Sun (2002). La canción alcanzó el número ocho en la lista de Billboard Mainstream Rock Tracks de los Estados Unidos y el número 24 en la lista de Billboard Modern Rock Tracks.

## Video musical
El video musical fue dirigido por los Malloys y muestra a la banda tocando en un escenario con bandera a cuadros por la noche. Los pilotos de NASCAR Tony Stewart y Dale Earnhardt Jr. aparecen corriendo por las calles en Chevrolet Tahoes personalizados. Ambos pilotos terminan en una pista corta local donde se está llevando a cabo una carrera. La chica que lleva el puntaje comienza a nombrarlos en el gráfico. Los dos finalmente salen de la pista y regresan a las calles.

## Posicionamiento en lista
| Lista (2003)                         | Posición |
| ------------------------------------ | -------- |
| Estados Unidos (Alternative Airplay) | 24       |
| Estados Unidos (Mainstream Rock)     | 8        |